# Clorida bombayensis
Clorida bombayensis is een bidsprinkhaankreeftensoort uit de familie van de Squillidae. De wetenschappelijke naam van de soort is voor het eerst geldig gepubliceerd in 1967 door Chhapgar & Sane.